# Les Dieux de la mer
Les Dieux de la mer est un jeu vidéo de ski nautique développé et édité par Infogrames, sorti en 1987 sur Amstrad CPC, Atari ST et Thomson. Le jeu est parrainé par Patrice Martin.

## Accueil
- ACE : 692/1000[1]
- Computer and Video Games : 6/10[2]
- Aktueller Software Markt : 6,8/12[3]